# Clarkedale (Arkansas)
Clarkedale es una ciudad ubicada en el condado de Crittenden en el estado estadounidense de Arkansas. En el Censo de 2010 tenía una población de 371 habitantes y una densidad poblacional de 11,98 personas por km².

## Geografía
Clarkedale se encuentra ubicada en las coordenadas 35°17′50″N 90°12′38″O / 35.29722, -90.21056. Según la Oficina del Censo de los Estados Unidos, Clarkedale tiene una superficie total de 30.98 km², de la cual 30.98 km² corresponden a tierra firme y (0%) 0 km² es agua.

## Demografía
Según el censo de 2010, había 371 personas residiendo en Clarkedale. La densidad de población era de 11,98 hab./km². De los 371 habitantes, Clarkedale estaba compuesto por el 83.29% blancos, el 13.48% eran afroamericanos, el 0.81% eran amerindios, el 0.27% eran asiáticos, el 0% eran isleños del Pacífico, el 1.08% eran de otras razas y el 1.08% pertenecían a dos o más razas. Del total de la población el 3.23% eran hispanos o latinos de cualquier raza.